# Meridiano 30 E
O meridiano 30 E é um meridiano que, partindo do Polo Norte, atravessa o Oceano Ártico, Europa, Anatólia, África, Oceano Índico, Oceano Antártico, Antártida e chega ao Polo Sul. Forma um círculo máximo com o Meridiano 150 W.
Começando pelo Polo Norte, o meridiano 30º Este tem os seguintes cruzamentos:
| País, território ou mar        | Notas                                                      |
| ------------------------------ | ---------------------------------------------------------- |
| Oceano Ártico                  | Passa entre as ilhas Kongsøya e Abeløya, Svalbard, Noruega |
| Noruega                        |                                                            |
| Rússia                         |                                                            |
| Finlândia                      |                                                            |
| Rússia                         |                                                            |
| Finlândia                      |                                                            |
| Rússia                         |                                                            |
| Bielorrússia                   |                                                            |
| Ucrânia                        |                                                            |
| Moldávia                       |                                                            |
| Ucrânia                        |                                                            |
| Mar Negro                      |                                                            |
| Turquia                        | Anatólia                                                   |
| Mar Mediterrâneo               |                                                            |
| Egito                          |                                                            |
| Sudão                          |                                                            |
| Sudão do Sul                   |                                                            |
| República Democrática do Congo |                                                            |
| Uganda                         |                                                            |
| Ruanda                         |                                                            |
| Burundi                        |                                                            |
| Tanzânia                       |                                                            |
| República Democrática do Congo |                                                            |
| Zâmbia                         |                                                            |
| Zimbabwe                       |                                                            |
| África do Sul                  |                                                            |
| Oceano Índico                  |                                                            |
| Oceano Antártico               |                                                            |
| Antártida                      | Terra da Rainha Maud, reclamada pela Noruega               |